# Tecnologia Omniview

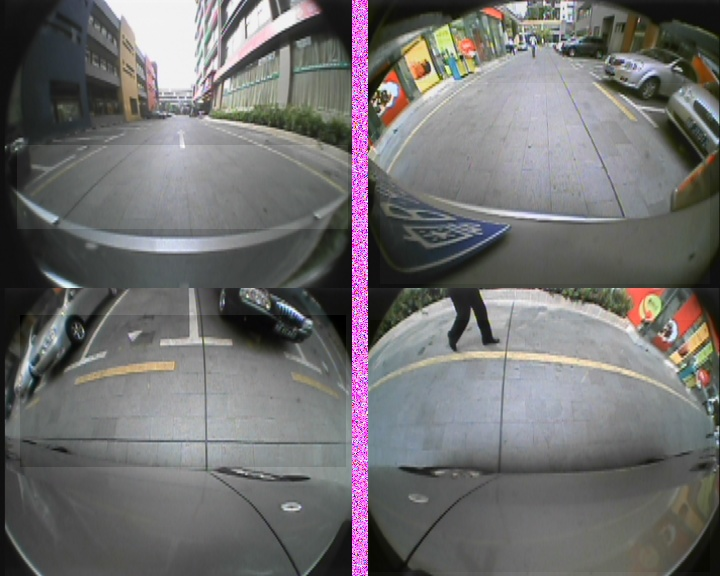
Imatges de les 4 càmeres.

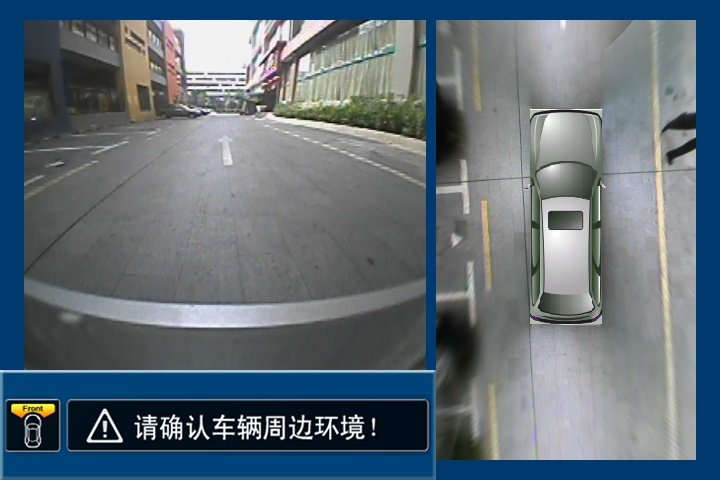
Aspecte possible segons un dels aparells comercials. La pantalla ofereix una imatge a vista d'ocell i una vista posterior especular (càmera de marxa enrere).

La tecnologia Omniview permet oferir una imatge a vista d'ocell a partir de les imatges de quatre videocàmeres orientades segons una separació de 90 graus entre cadascuna.
El sistema Omniview és especialment útil en els vehicles automòbils. Presentant una imatge sense angles morts i que mostra tots els obstacles, permet a la persona conductora aparcar amb més seguretat i precisió.

## Història
El sistema Omniview fou desenvolupat per l'empresa TeleRobotics International (Knoxville, Tennessee) i comercialitzat l'any 1993. Originalment estava pensat com a sistema de visió per a robots teledirigits de la NASA.

## Funcionament

### Antecedents
Abans d'entendre el sistema Omniview és aconsellable recordar l'objectiu ull de peix.

### Detalls
En un vehicle automòbil el sistema Omniview consta de 4 videocàmeres: vista frontal, vista esquerra, vista dreta, vista posterior.
Les 4 càmeres ofereixen una visió total de l'àrea que envolta el vehicle. Les imatges obtingudes estan distorsionades per causa dels objectius del tipus “ull de peix”. El sistema Omniview corregeix la distorsió, projecta les imatges transformant-les en vistes verticals i, finalment, fusiona les imatges oferint una imatge única del vehicle (i de tota l'àrea immediata) a vista d'ocell.

## Fabricants
Alguns dels fabricants del sistema Omniview són els següents:
- Mobileye Israel Arxivat 2016-05-06 a Wayback Machine.
- Fujitsu Japan
- Percherry China